# Penlee House
Penlee House è un museo e una galleria d'arte che si trova nel comune di Penzance, in Cornovaglia (Inghilterra). Esso ospita un notevole numero di dipinti della Scuola di Newlyn, tra cui molti degli artisti Stanhope Forbes, Norman Garstin, Walter Langley e Lamorna Birch. Penlee House gestita dal Consiglio comunale di Penzance in collaborazione con il Consiglio della Cornovaglia. 
Il dipinto più famoso ospitato è The Rain it Raineth Every Day di Norman Garstin, che visse per molti anni in Wellington Terrace, sul confine del parco.

## Storia
Penlee House fu costruita in origine nel 1865 quale dimora della benestante famiglia Branwell, sotto la direzione di John Richards Branwell. La casa e i giardini furono descritti dal giornale The Cornishman come "deliziosa" e un "dipinto perfetto". (Mr Branwell era il proprietario del giornale!) Alla sua morte, nel 1902, una delle figlie, Edith, si prese cura della casa e del giardino e alla sua morte le subentrò il fratello maggiore, Alfredo. Nel 1939 Alfredo morì e la proprietà passò alle sue due sorelle, Vera Hancock e Sybil Ferguson, che nel 1946 vendettero l'intera proprietà al Consiglio comunale di Penzance.
Il consiglio acquistò Penlee Park come monumento ai caduti della seconda guerra mondiale e Penlee House fu formalmente aperto nel 1949 come Museo del Distretto di Penzance. Nel 1974 la proprietà del museo e del parco passò al Consiglio del Distretto di Penwith; dal 1985 il Consiglio comunale di Penzance possiede e gestisce il sito.
Le collezioni ospitate nel museo provenivano in origine da ciò che era rimasto della Società di Storia Naturale e antiquaria di Penzance (fondata nel 1839) che era originariamente ospitata sotto la cupola della sede del mercato di Penzance. Durante gli anni '90 il Consiglio comunale di Penzance provvide alla ristrutturazione del fabbricato in modo da poter meglio ospitare la sua importante e storica collezione. Al primo piano vi sono sale dedicate all'archeologia e alla storia sociale della penisola di Penwith.

## Croce di Penlee
La grossa croce in granito davanti al museo data dall'XI secolo ed è stata spostata almeno in tre occasioni, essendo la sua collocazione originale nel Green Market di Penzance.
Mentre questa croce si trovava nel Green Market, costituiva il punto per la misura dell'appartenenza al comune di Penzance: ogni insediamento entro ½ miglio dalla croce era considerato soggetto al controllo del comune di cui sopra e quindi all'imposizione fiscale locale del medesimo. Essa fu rimossa dal Green Market nel 1829, a breve distanza in una casa nella North Street (Causewayhead), ma quando questa fu demolita (verso il 1868) la croce fu di conseguenza spostata in una posizione all'estremità occidentale della Market House.
Nel luglio 1899 essa fu spostata nei Giardini Morrab e poi ancora spostata nel Parco di Penlee.
Il 23 settembre 1997 fu posta nell'attuale posizione, all'ingresso di Penlee House. Essa può essere vista su tutti i suoi quattro lati. È alta 2,07 m, larga alla testa 0,685 m, alla base 0,635 m; al collo 0,495 m e spessa 0,265 m